# 逢澤美優
逢澤美優（あいざわ みゆ，2003年3月3日出生）是日本AV女優，曾为偶像。她最初隶属于Allpro（BBT→Alp），之后转至NAX事务所。

## 简介

### 偶像时期
2013年8月17日，年仅12岁的中学一年级生逢澤开始以坂本マリア的名义，作为偶像团体“Flap Girls School”的成员活动。她参与了由主流唱片公司发行的歌曲，并在日本地面数字电视节目中亮相。作为团体中最年轻的成员，她在团内备受欢迎，积累了大量粉丝。大约五年的偶像活动后，2018年4月30日，逢澤与其他成员一同毕业，随后她尝试以个人身份继续活动。
尽管退出了偶像圈，逢澤在外界的建议下依然决定回到公众视野。她表示自己有未完成的梦想，因此在一段时间的犹豫后，最终选择了进入成人影片行业。在接受采访时她曾提到：“我没有完成成为‘有名人物’的梦想，因此决定在这个行业重新开始。”

### AV女优生涯
逢澤在加入BBT事务所后，于2023年12月12日以专属演员身份在S1公司正式出道。
她的出道作品《新人NO.1STYLE 逢澤美優 AVデビュー 本物アイドルのAV転身、その全記録ー》在2023年11月6日的FANZA通販平台周榜上首度登场时就获得了第五名的好成绩。随后的排名也表现不俗，11月13日的DVD版排名第10位，藍光版则跃升至第4位。
2023年12月18日的FANZA视频平台AV周排名中，逢澤的出道作名列第三。而到了2024年2月3日的FANZA VR视频周榜，逢澤参与的VR作品《VR NO.1 STYLE＜逢澤美優＞解禁 元アイドル、そして今はAV女優! 逢澤美優と同棲、はじめました。》更是获得了第六位的成绩。
逢澤也出现在2024年2月20日出版的《FLASH》写真特辑中。
2024年3月3日逢澤举办了个人生辰活动“逢澤美優生日活动”。活动现场，逢澤接受了粉丝们的祝福，并举行了歌唱表演、问答环节等互动。
2024年3月18日，逢澤的出道作在FANZA租赁平台的周榜中排名第二，随后保持了稳定的排名，在后续几周内持续位于榜单前十。
在2024年4月举行的“2024现役AV女优性感总选举”中，逢澤以综合排名第25位（东京第21位、大阪第41位）跻身前列，并成为该年新人女优中的最高排名者。同年4月3日，她还参加了在东京三茶的Milky Pop Generation举办的音乐活动“月で逢いましょうvol.90ニューカマースペシャル”，在活动中演唱了《星間飛行》、《Touch》、《初戀汽水》等经典歌曲。

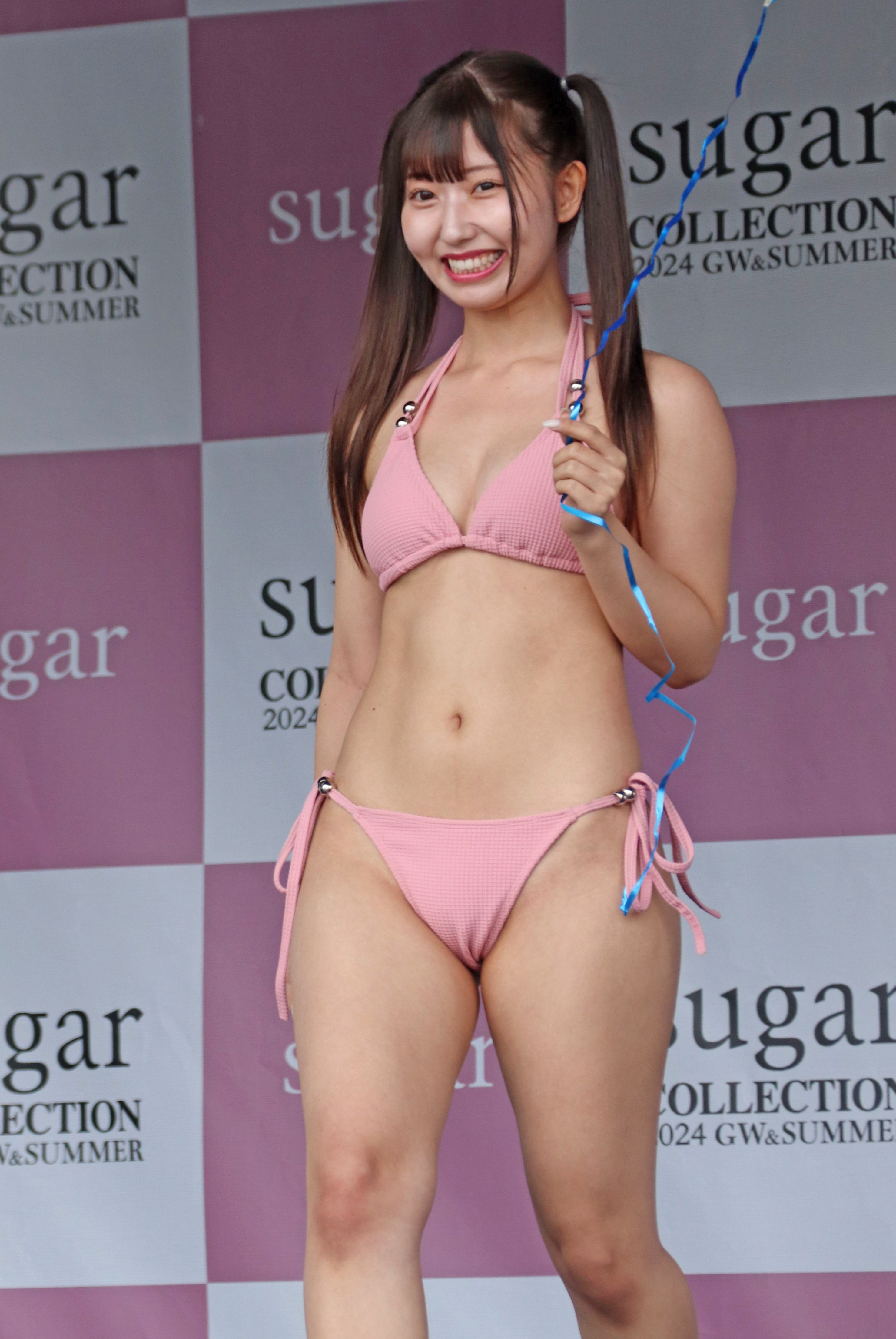
逢澤在sugar时装秀上走秀（2024年）

2024年4月27日，逢澤美優参加了“SPLASH SUMMER × 近代麻雀水着祭2024”活动，并在水着品牌「sugar」的時裝表演中走上了T台。
2024年5月6日，在FANZA租赁专区的AV周榜中，逢澤美優的第二部作品《本物アイドルがAV転身! 性感を急成長させちゃう初体験! 快感! 初・体・験めちゃイキ3本番 逢沢みゆ》排名第五。
同年11月19日，逢澤在社交媒体上宣布，虽然收到了来自S1的续约意向，但她希望通过更多的工作经验来提升自己，并想展现不同于固有形象的风格。因此，她决定转型为独立企划女演员。她还宣布自12月1日起，加入了NAX事务所。12月28日，她在东京神乐坂的神乐音举办了“逢澤美優1周年纪念单独直播”。
在FANZA通販的1月AV女演员排行榜上，她排名第四。

## 人物
逢澤美優的业余爱好包括烹饪、化妆和时尚。她的特技是记住人的面孔，即使只是见过一次，她也能牢牢记住对方的脸。
在成为偶像时，逢澤所属的团体以公开严格的练习过程为特色，因此，她曾表示：“由于一直要看大人的脸色，做事显得有些过于认真，性格也受到了影响。”她表示，这种经历在转型为女演员后，也对她的性格有所影响，因此她希望在女演员的事业中更加轻松，放松心态。关于她的出生日期，偶像时期和转型为女演员后有所不同，偶像时期的出生日期是2001年1月25日。她保持运动习惯以保持身材，尤其是在转型后依旧如此。拍摄处女作前，她曾经历了最胖的一段时期，之后她减去了约6公斤，为拍摄做好准备。尽管减重，臀部的尺寸并未改变，这曾是她的一个困扰，直到AV出道后，她开始感受到许多来自他人的赞美，并逐渐喜欢上了这一点。
逢澤曾在小学时注意到，在图书馆的廁所使用了温水清洗功能后，她开始意识到这种感觉很愉悦，因此常常去图书馆的厕所体验这种感觉。然而，她当时并未发展到在家进行类似行为。她的第一次自慰是在高中一年级时进行的，当时她使用手指进行，而之后则通过购买的性玩具（粉色按摩棒）与当时的男友性交时使用。
逢澤的特技之一是高速女上位。她表示，在男性忍耐时，她有时会故意加大动作的力度，这种方式成为了她的独特技巧。她最喜欢的体位是後背體位，这种体位让她有被征服的感觉。
在转型之前，逢澤从未观看过AV。她是在决定转型后开始接触和观看的。在正式转型前，她已向母亲坦白了这一决定，并得到了母亲的认可。
有AV评论员称她为“前偶像，外形潜力极高，未来可能成为大人物”，并且认为她具备很大的发展潜力。另一位评论员表示她仅凭面容就能吸引观众，而逢澤对此调侃道：“这算是夸奖吗？（笑）”。